# Roudnice (Jestřabí v Krkonoších)
Roudnice je vesnice, část obce Jestřabí v Krkonoších v okrese Semily. Nachází se asi dva kilometry jihovýchodně od Jestřabí v Krkonoších.
Roudnice leží v katastrálním území Roudnice v Krkonoších o rozloze 2,19 km².

## Historie
První písemná zmínka o vesnici pochází z roku 1407.

## Pamětihodnosti
- Jasan na Roudnici – památný strom (jasan ztepilý), jihovýchodně od osady Roudnické Paseky, na louce u čp. 6 (50°40′36″ s. š., 15°30′59″ v. d.)

## Galerie

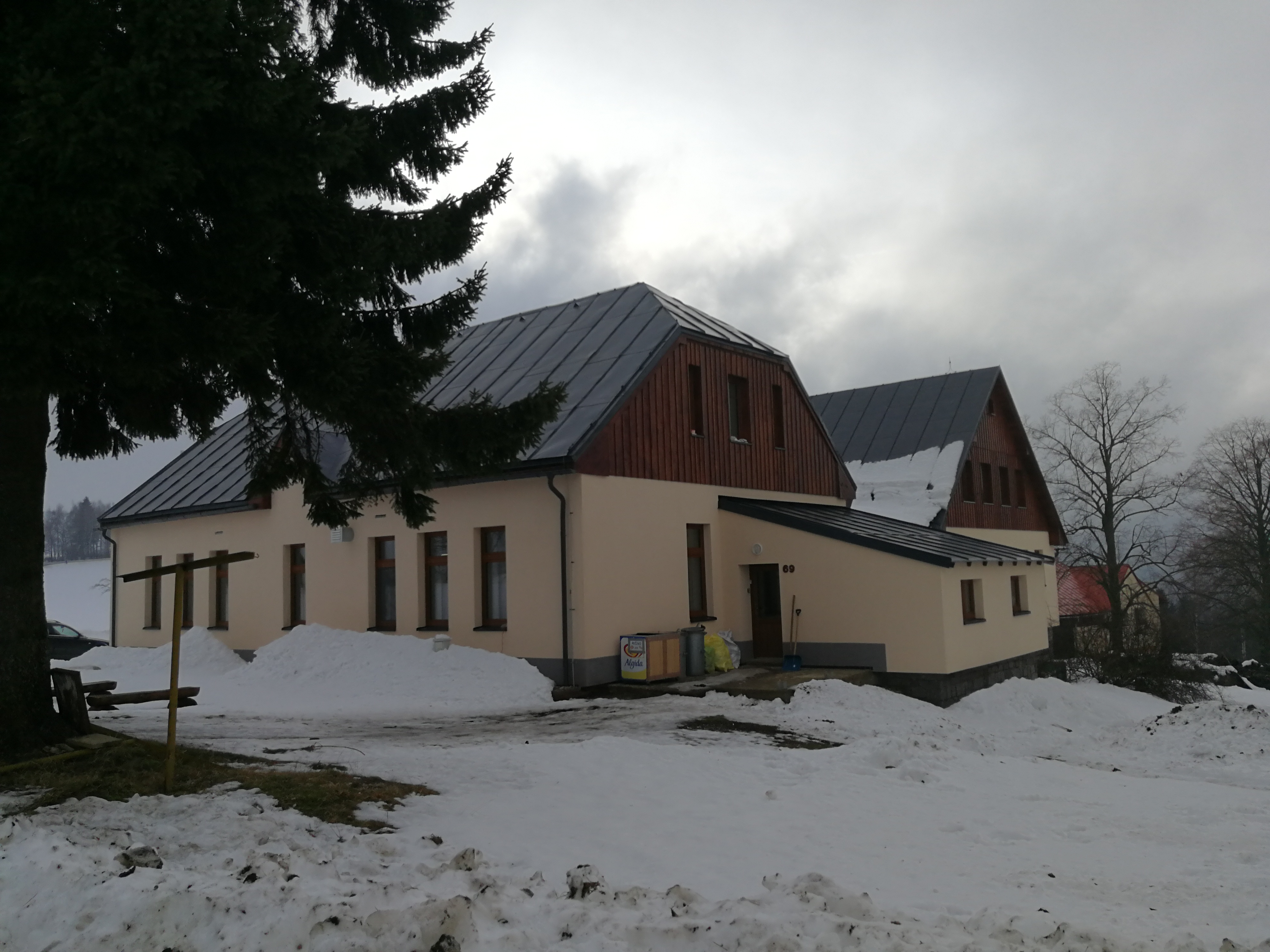
Dům
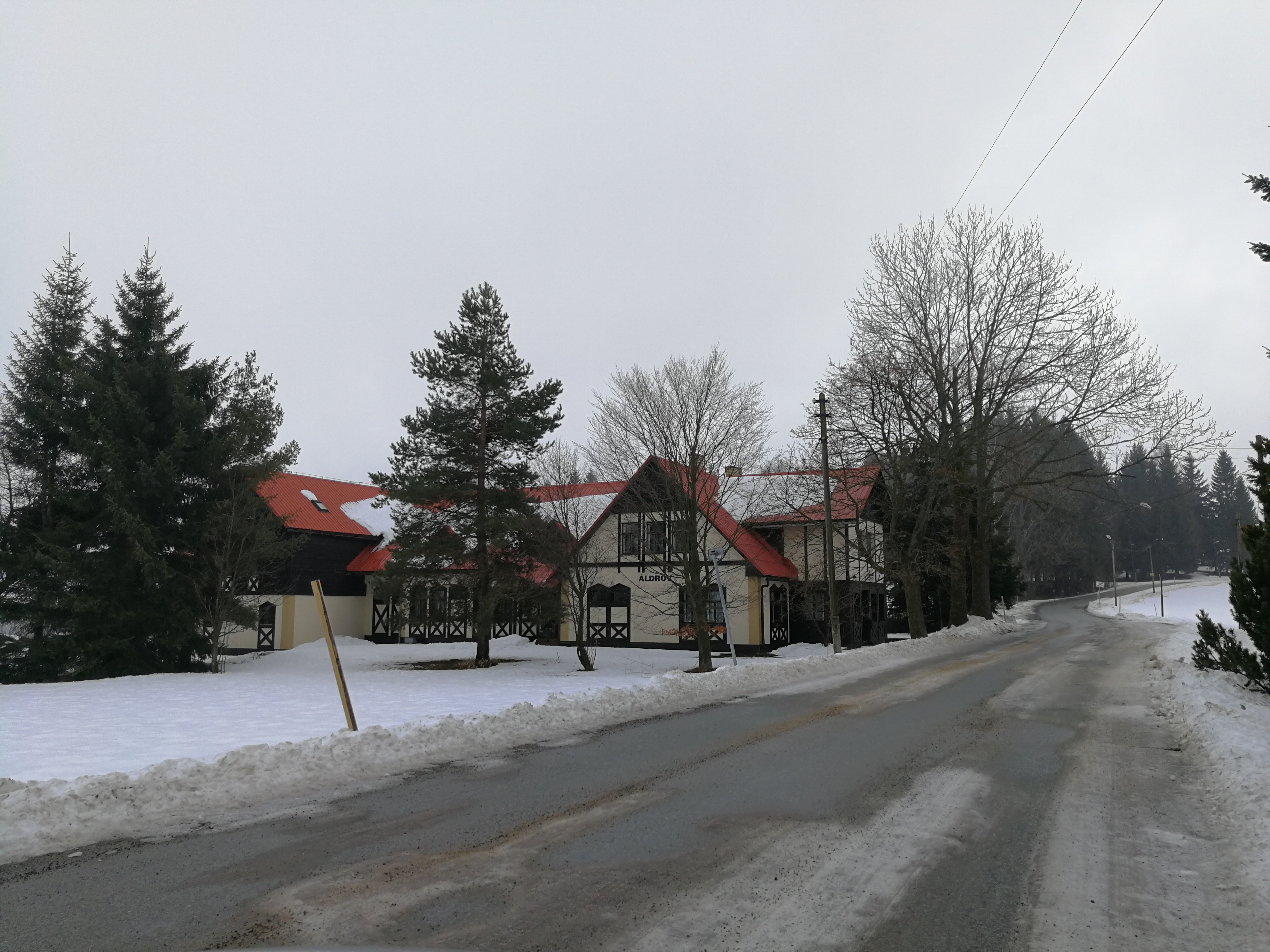
Hotel
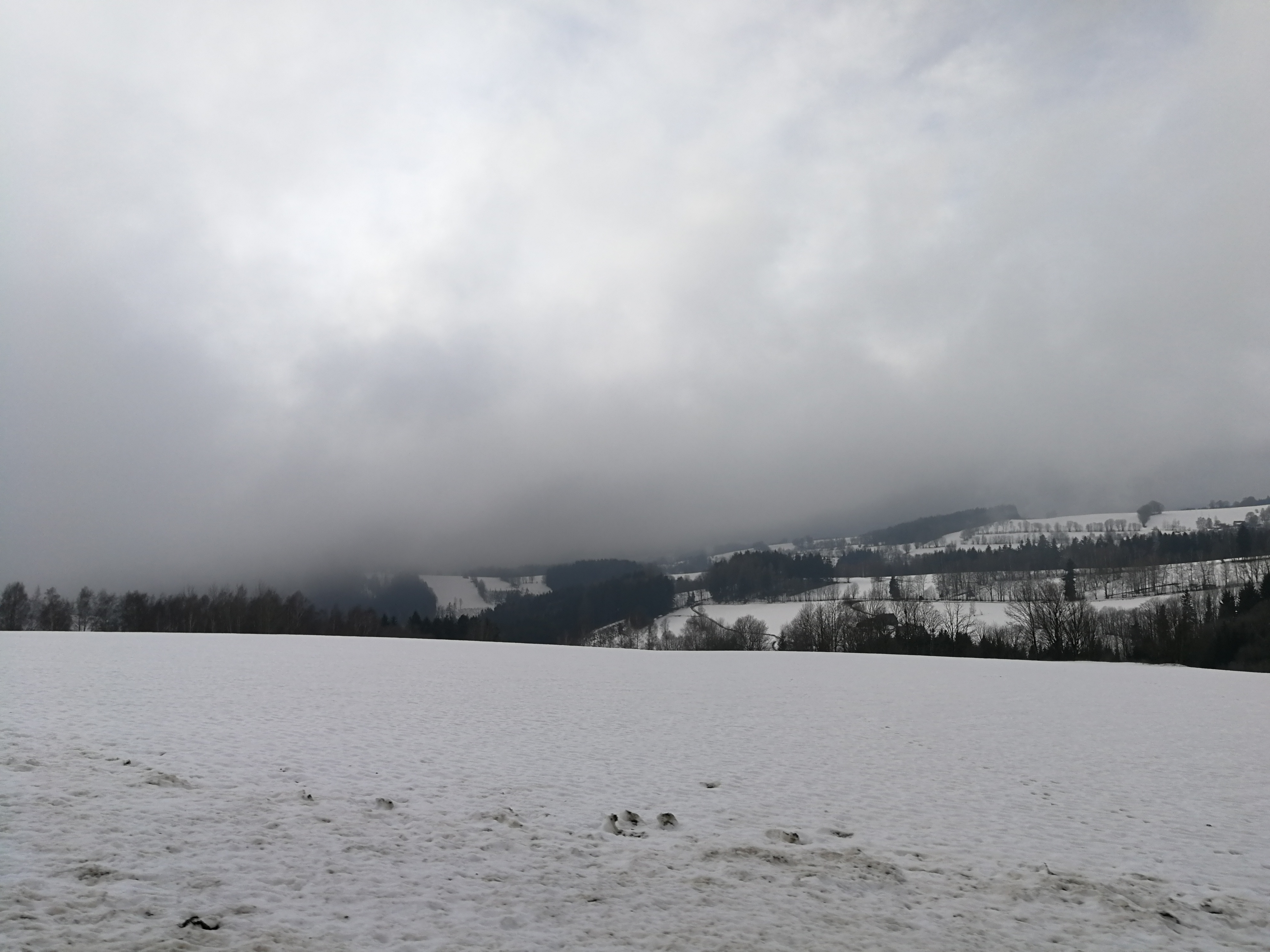
Krajina